# Dezső Adolf
Dezső Adolf (1852 – Nyitra, 1888. október 9.) katolikus pap.

## Élete
A nyitrai egyházmegye papja volt. 1876-ban szentelték pappá, ezután papnevelő-intézeti elöljáró, majd egyházjogi és történelmi tanár és 1885-ben egyházmegyei könyvtárnok lett.

## Művei
- 1888 Egy igénytelen adat Nyitraváros történetéhez. Nyitramegyei Közlöny VIII/2-3.

Napi lapokba s folyóiratokba több eredeti és fordított cikkeket és tudósításokat írt, legtöbbet a Magyar Államba (1883–84.), többnyire névtelenül. A Könyv-Szemlében (1885.) az egyházmegyei könyvtárt ismertette; munkatársa volt a Nyitramegyei Közlönynek is, melybe több komoly és humorisztikus tárcacikket írt.